# Ceilândia
Ceilândia è una regione amministrativa del Distretto Federale brasiliano.